# Overland Telegraph

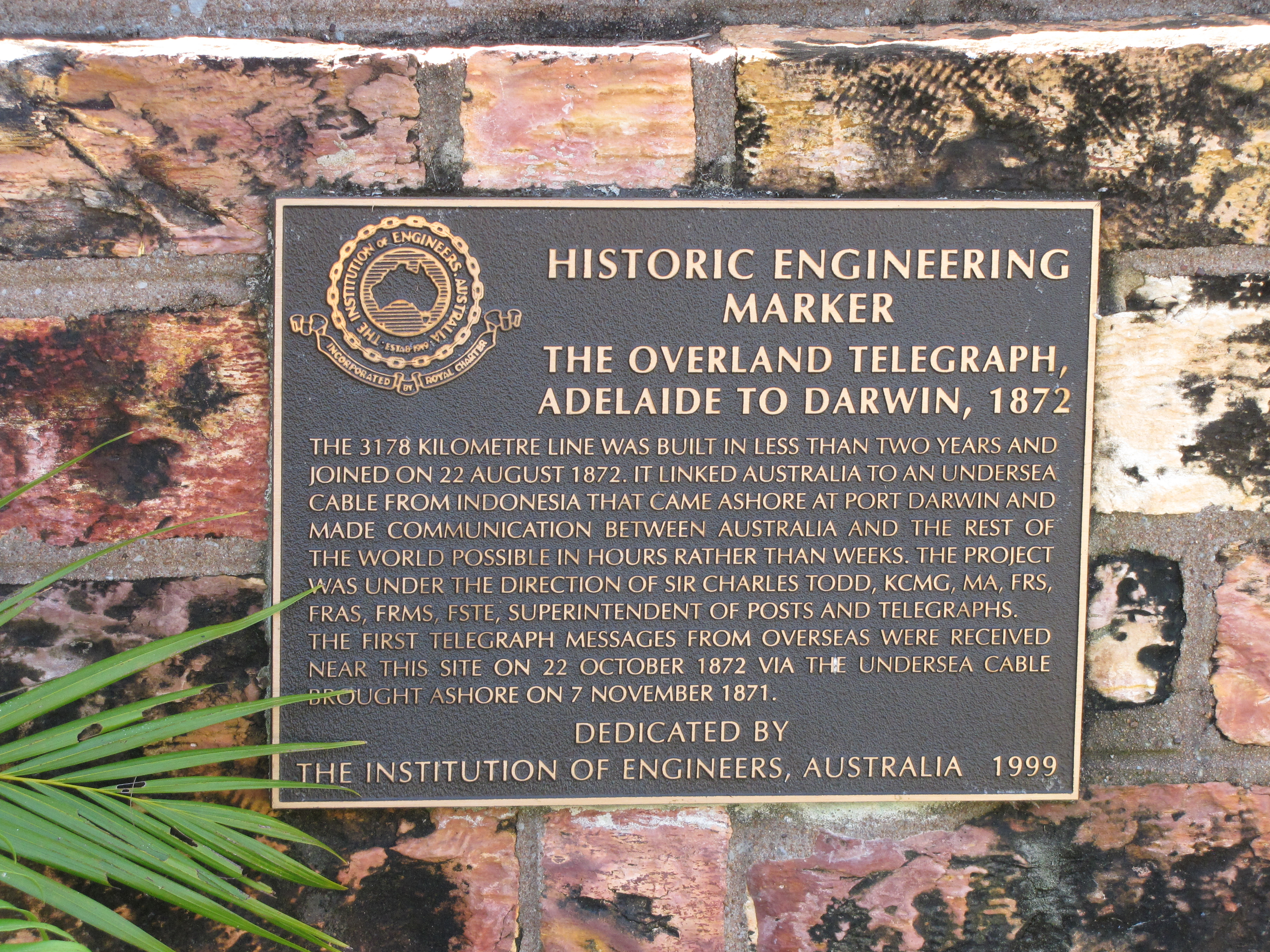
az Overland Telegraph darwini emléktáblája

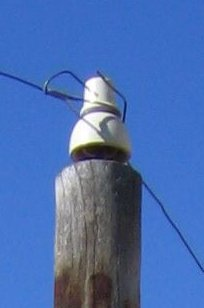
a drót rögzítése az oszlopon

Az Overland Telegraph Ausztrália első transzkontinentális távíróvonala, mely segítségével első alkalommal lehetett közvetlen kapcsolatot teremteni a déli és keleti part városai és Európa, elsősorban Anglia között.

## A vonal építésének előzményei
A XIX. század közepéig az egyetlen kapocs Ausztrália és a nagyvilág, elsősorban Anglia között a több hónapig tartó és bizonytalan hajóút volt. Az Indiáig kiépített távíróvonal ezen valamelyest csökkentett, a hajóút India és Melbourne között ezután már csak átlag négy hétig tartott. Később a távíróvonal továbbépült Batáviáig, majd tervbe volt véve tenger alatti kábelen a Port Darwinig való meghosszabbítás. 1858-ra kiépült a Sydney-Melbourne-Adelaide távíróvonal, de a déli part városai és az északi Port Darwin között csak sivatagos, feltérképezetlen, európaiak számára áthatolhatatlan terület volt.
Komoly jutalmat helyeztek kilátásba a kontinens belsejét feltáró kutatóknak. Több expedíció indult. John McDouall Stuart skót felfedező 1858 és 1861 között hat expedíciót vezetett Adelaide irányából, míg elérte Port Darwint. Útja során az őslakók történelem előtti időkből, vízlelőhelyről vízlelőhelyre haladó ösvényét követte. A Melbourne irányából indult Burke & Willis expedíció elsőnek érte el a Carpentaria-öblöt, de tragikusan végződött. A távíróvonal végül a Stuart által bejárt útvonal mentén épült fel. Az építkezés felügyelője Charles Todd, a Dél-Ausztráliai kormány távíróvezetékekért felelős hivatalának vezetője volt.

## A vonal építése
Az építkezést négy szakaszban folytatták. Az első, még lakott tájon húzódó szakasz Adelaide és Port Augusta között már 1870-ben elkészült. A második, már lakatlan területen készülő szakaszt Port Augusta és a későbbi Oodnadatta település között tervezték. A harmadik szakasz északról, Port Darwin felől tartott a Roper River folyóig. Az eddigi szakaszok magántőkéből épültek, azonban a legnehezebb sivatagi, közel 1000 kilométeres rész állami építés volt. A sivatagi nyomvonal pontos helyét John Ross tűzte ki, nagy részben Stuart útvonalát követve, a hegyeket elkerülve. A korabeli technika miatt 250 kilométerenként állandó személyzettel ellátott ismétlőállomásokra volt szükség, ezeknél a közeli vízlelőhely elengedhetetlen volt.
A teljes építkezésre 18 hónapot szántak, de technikai problémák, áradások miatt két évig tartott. Összesen 36000 eukaliptuszfa-póznát alkalmaztak, a jel egyetlen galvanizált dróton futott, mely porcelán szigetelőkkel csatlakozott az oszlopokhoz. Az építőanyag szállítása komoly nehézségeket okozott a vasúttal nem rendelkező vidéken. A építőmunkások élelmezésére élőállatokat tartottak. A 3000 kilométeres, kíméletlen környezetben, két évig folyó munka hat ember életébe került. Az északról dél felé és a délről észak felé tartó szakasz csatlakoztatása 1872. augusztus 22 napján, 15 óra 15 perckor történt, az első, ünnepi üzenet is még azon a napon el lett küldve. A két szakasz csatlakozási helye emlékoszloppal van megjelölve. A Batávia - Port Darwin közötti, részben tengeralatti kábel két hónappal később készült el, ezzel közvetlen kapcsolat létesült Ausztrália nagyvárosai és Anglia, közvetve a világ között. Egy Melbourne - London közötti üzenet 24 óra alatt ért célba, az állomásokon bárki küldhetett üzenetet, de igen drágán, egy húsz szavas üzenet ára 9 font volt.

## A vonal üzemeltetése

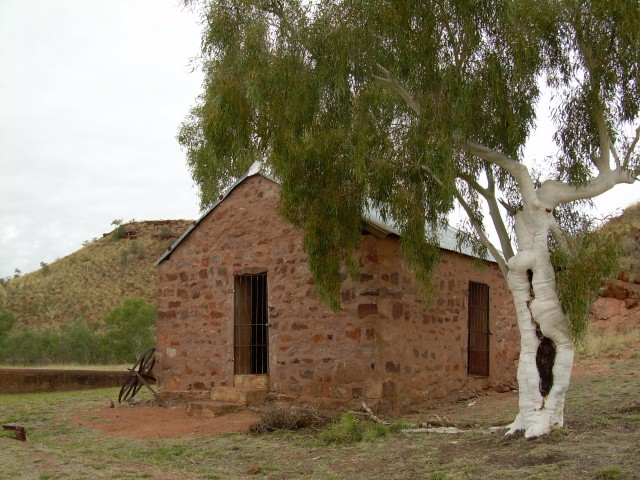
Ismétlőállomás épülete

Átlag 250 kilométerenként úgynevezett ismétlőállomások épültek, az itt szolgálatot tévő távírászok minden üzenetet egyenként lehallgattak, majd kézzel újra elindítottak. Ennek hiányában a jel bizonyos távolság után értelmezhetetlenné vált volna. A kábelen egyidejűleg egy üzenetet lehetett továbbítani. A kábel folyamatos ellenőrzést és karbantartást igényelt. A termeszek az oszlopokat megrágták, villámcsapások, vagy viharok kidönthették, ilyenkor azonnali leállás következett be, olykor akár 100 kilométeres távolságban. Az önellátó ismétlőállomásokon 24 órás szolgálatban távírászok, valamint karbantartók éltek és dolgoztak, utánpótlást tevekaravánokon kaptak. Ilyen egykori állomásból fejlődött ki Alice Springs városa.

## A vonal végnapjai
A vonal évtizedekig használatban volt, ezen jelentették Darwin japán megtámadását is. A közeli települések felé leágazásokat építettek, helyenként az oszlopokat telefonvonal céljára is használták. A modern kommunikációs eszközök terjedésével a távíróvonal jelentősége csökkent, de egyes szakaszai még az 1980-as években is üzemben voltak. A teljes megszüntetés pontos időpontja nem ismert.

## A vonal emlékei
Az Alice Springs-i állomás épülete korhűen helyre lett állítva, mára múzeum, a város egyik érdekessége. A vonal mentén épült ismétlőállomások romjai sok felé megtalálhatók, akárcsak a drótjukat vesztett oszlopok.